# Vụ tấn công Crocus City Hall
Vụ tấn công Crocus City Hall là cuộc khủng bố xảy ra tại nhà hát Crocus City Hall tọa lạc trong thành phố Krasnogorsk của tỉnh Moskva, Nga vào khoảng 20:00 (theo giờ địa phương), ngày 22 tháng 3 năm 2024. Bốn tay súng đã thực hiện một vụ xả súng hàng loạt, cũng như dùng dao đâm nhằm vào những người tập trung tại địa điểm này và sử dụng thiết bị gây cháy để đốt cháy nhà hát.  Cuộc tấn công đã làm ít nhất 137 người thiệt mạng, và hơn 182 khán giả xem hòa nhạc bị thương do vết thương do đạn bắn và bị chết ngạt từ vụ hỏa hoạn. Đây là một trong những vụ khủng bố đẫm máu nhất trong lịch sử Moskva kể từ Vụ đánh bom chung cư tại Nga năm 1999, và là vụ tấn công nguy hiểm nhất ở Nga kể từ Vụ thảm sát Beslan vào năm 2004.
Nhà nước Hồi giáo Iraq và Levant - tỉnh Khorasan (IS–KP), một chi nhánh khu vực của Nhà nước Hồi giáo đã nhận trách nhiệm cho vụ tấn công thông qua Amaq News Agency ngay sau vụ tấn công. Bốn người của nhóm Khorasan cầm khẩu súng trường rồi tiến vào hội trường của nhà hát và nổ súng vào một số khán giả. Sau khi tự châm lửa qua bom xăng, khiến khán phòng bốc cháy, những hung thủ đã chạy trốn khỏi hiện trường. Ngày hôm sau, bốn hung thủ cùng với 11 người khác đã bị bắt giữ tại một nơi cách Moskva khoảng 340 km (210 dặm).
Tổng thống Nga Vladimir Putin gọi vụ tấn công là "hành động khủng bố man rợ" và nói rằng các tay súng đã bị bắt giữ. Ông cũng tuyên bố ngày 24 tháng 3 là ngày quốc tang. Tổng thống Vladimir Putin ví vụ việc là một vụ tấn công khủng bố có liên quan đến Ukraina, bởi những nghi phạm đã cố gắng chạy trốn sang Ukraina. Bộ Ngoại giao Nga gọi vụ việc là một vụ tấn công khủng bố. Ukraina, quốc gia chiến tranh với Nga kể từ năm 2014, phủ nhận mọi liên quan đến vụ tấn công, và mô tả các tuyên bố của FSB là "rất đáng nghi ngờ và sơ khai" thông tin sai lệch, nhắc lại rằng biên giới được canh gác nghiêm ngặt bởi binh lính và máy bay không người lái, bị gài mìn ở nhiều khu vực, và liên tục bị pháo kích từ cả hai phía. Hoa Kỳ cho biết không có dấu hiệu nào cho thấy Ukraine có liên quan. Các nhóm chiến binh có trụ sở tại Ukraina Quân đoàn tình nguyện Nga và Quân đoàn Tự do Nga phủ nhận có liên quan đến vụ tấn công.
Nhiều nhà lãnh đạo từ các quốc gia trên thế giới đã bày tỏ lời chia buồn và lên án cho các hoạt động khủng bố. Do sự cố, tất cả các sự kiện trên toàn quốc đã bị hủy và các hoạt động an ninh, an ninh được đặt trong tình trạng báo động cao. Nhiều người đã hiến máu cho các nạn nhân.